# Баингтон, Стивен
Стивен Трейси Баингтон (англ. Steven Tracy Byington; 10 декабря 1869, Уэстфорд, Вермонт — 12 октября 1957) — американский переводчик и анархо-индивидуалист. Автор перевода Библии на английский язык «Библия на живом английском» (англ. The Bible in Living English). Работал над переводом в течение 45 лет, с 1898 по 1943 год.
Одной из особенностей перевода является присутствие Божьего имени, которое Баингтон в Ветхом Завете перевёл как «Иегова». Баингтон утверждал: «Написание и произношение не так важны. В действительности важно указать, что э́то личное имя. Несколько текстов невозможно понять, если перевести это имя нарицательным существительным, таким как „Господь“, или, что ещё хуже, заменяющим прилагательным».
После смерти Баингтона в 1957 году Общество Сторожевой башни приобрело права на этот труд, но опубликовало его только в 1972 году. Сам Баингтон, будучи прихожанином конгрегационалистской церкви, не был как-либо связан со свидетелями Иеговы. В настоящее время Библия на живом английском является одним из английских переводов, используемых свидетелями Иеговы наряду с Переводом нового мира.